# Centre associé de l'UNED de Pontevedra
Le Centre associé UNED de Pontevedra (UNED Pontevedra) est un centre d'enseignement universitaire de l'Université nationale d'enseignement à distance (UNED) situé dans la ville espagnole de Pontevedra. Il fait partie du Campus Nord-Ouest de l'UNED, dont il est le centre le plus important.
Il s'agit du premier siège de l'UNED en Galice, initialement appelé Centre régional de l'UNED en Galice.

## Localisation
Le centre associé UNED de Pontevedra est situé au 1, rue du Portugal dans le quartier Monte Porreiro à Pontevedra.

## Histoire
Les démarches pour la création du centre UNED à Pontevedra ont commencé en 1972 grâce à la volonté du Conseil provincial de Pontevedra, de la municipalité de Pontevedra et de la Caisse d'épargne provinciale de Pontevedra. Il a été le premier centre associé de l'UNED en Galice et le deuxième en Espagne. Lors de son inauguration, il était le seul centre associé de Galice, des Asturies et de León, régions auxquelles il a étendu sa portée territoriale.
Le centre universitaire a été créé par arrêté ministériel le 12 janvier 1973 et a ouvert ses portes dans les locaux de la Résidence d'étudiants Virgen Peregrina (actuellement la résidence d'étudiants Abanca), qui lui a prêté plusieurs bureaux et salles de classe. L'inauguration a eu lieu le 12 mars 1973, en présence du recteur de l'université de Saint-Jacques-de-Compostelle et du gouverneur civil de Pontevedra.
Sa première année a commencé par la mise en place de l'enseignement de deux licences universitaires, le droit et la philosophie et les lettres. Le pôle universitaire comptait 350 étudiants à l'époque. Son premier directeur, de 1973 à 1975, a été José Antonio Souto Paz, professeur de droit à l'université de Saint-Jacques-de-Compostelle. En 1974, sept autres cursus ont été introduits.
Au cours de l'année universitaire 1974-1975, le siège de l'UNED a été temporairement transféré à deux étages de l'immeuble central de la Caisse d'épargne provinciale de Pontevedra, dans le quartier Campolongo et 1 188 étudiants se sont inscrits.
Le 23 octobre 1987, l'UNED s'installe dans son siège définitif dans la ville, un nouveau bâtiment de 7 000 mètres carrés construit dans le quartier Monte Porreiro, sur un domaine de plus de 20 000 mètres carrés entouré de jardins aux arbres remarquables. Au cours de cette année universitaire, il y avait plus de 3 000 étudiants et au cours de l'année universitaire 1992-1993, il y avait plus de 4 000 étudiants.
Le 7 décembre 1994, le centre associé UNED de Pontevedra a été intégré au réseau de base des centres associés UNED (cela signifie que toutes les études proposées par l'UNED au niveau national sont enseignées et peuvent être suivies au Centre associé). À partir de 2007, plusieurs antennes (appelées Aulas Universitarias) ont été créées dans la province de Pontevedra, dépendantes du siège de Pontevedra. En 2007 a été créée l'antenne de Lalín, en 2010 l'antenne de Tui, en 2012 l'antenne de Vigo, en 2017 l'antenne de Portas et en 2022 l'antenne de O Porriño.
En septembre 2020, le centre associé UNED de Pontevedra est devenu le siège du campus nord-ouest espagnol de l'UNED, qui coordonne les 14 centres associés UNED de Galice, des Asturies, de Castille-et-León et d'Estrémadure (Pontevedra, La Corogne, Ourense, Lugo, Gijón, Ávila, Burgos, Palencia, Ponferrada, Ségovie, Soria, Zamora, Mérida et Plasencia),.

## Description
Avec 4 500 étudiants, le centre UNED de Pontevedra est le centre associé qui compte le plus d'étudiants en Galice. Il propose 30 diplômes universitaires, 13 langues dans le CUID et le cours d'entrée à l'université pour les plus de 25 ans. Les cursus les plus populaires sont la psychologie et le droit.
Les cursus universitaires qui peuvent être suivis au centre universitaire sont les suivants :
Administration et gestion des affaires, Anthropologie sociale et culturelle, Sciences de l'environnement, Sciences juridiques de l'Administration publique, Enseignement de l'école maternelle, Physique, Mathématiques, Sciences politiques et Sciences de l'administration, Criminologie, Chimie, Droit, économie, Éducation sociale, Études anglaises (langue, littérature et culture), Langue et littératures espagnoles, Philosophie, Histoire-géographie, Histoire de l'art, Génie informatique, Génie des technologies de l'information, Génie mécanique, Génie électronique industriel et automatique, Génie électrique, Génie technologique industriel, Génie énergétique, Pédagogie, Psychologie, Sociologie, Travail social et Tourisme. Le centre dispense également 80 % des cours d'extension universitaire de l'UNED en Espagne. Le centre UNED de Pontevedra propose également des cours d'été depuis 1989 sans interruption,.
Le Centre Associé de l'UNED de Pontevedra est le plus grand centre espagnol du Campus Nord-Ouest de l'UNED. Le bâtiment compte trois étages et une cour intérieure, 4 parloirs, une salle informatique, une bibliothèque, 30 salles de classe, des laboratoires (de physique, chimie, biologie, psychologie, génie, mathématiques, informatique),, une salle de réunion, une librairie, une cafétéria et un amphithéâtre de 600 mètres carrés inauguré en mars 2016.
Une grande peinture murale de plus de 12 mètres de long de l'artiste Manuel Moldes, réalisée en 1987, décore l'un des côtés du hall du premier étage du bâtiment de l'UNED,.
Le Conseil d'Administration du Centre Universitaire de Pontevedra est composé des organismes suivants : l'UNED, le conseil provincial de Pontevedra, le conseil municipal de Pontevedra, la Xunta de Galicia et l'entreprise ENCE.

## Galerie

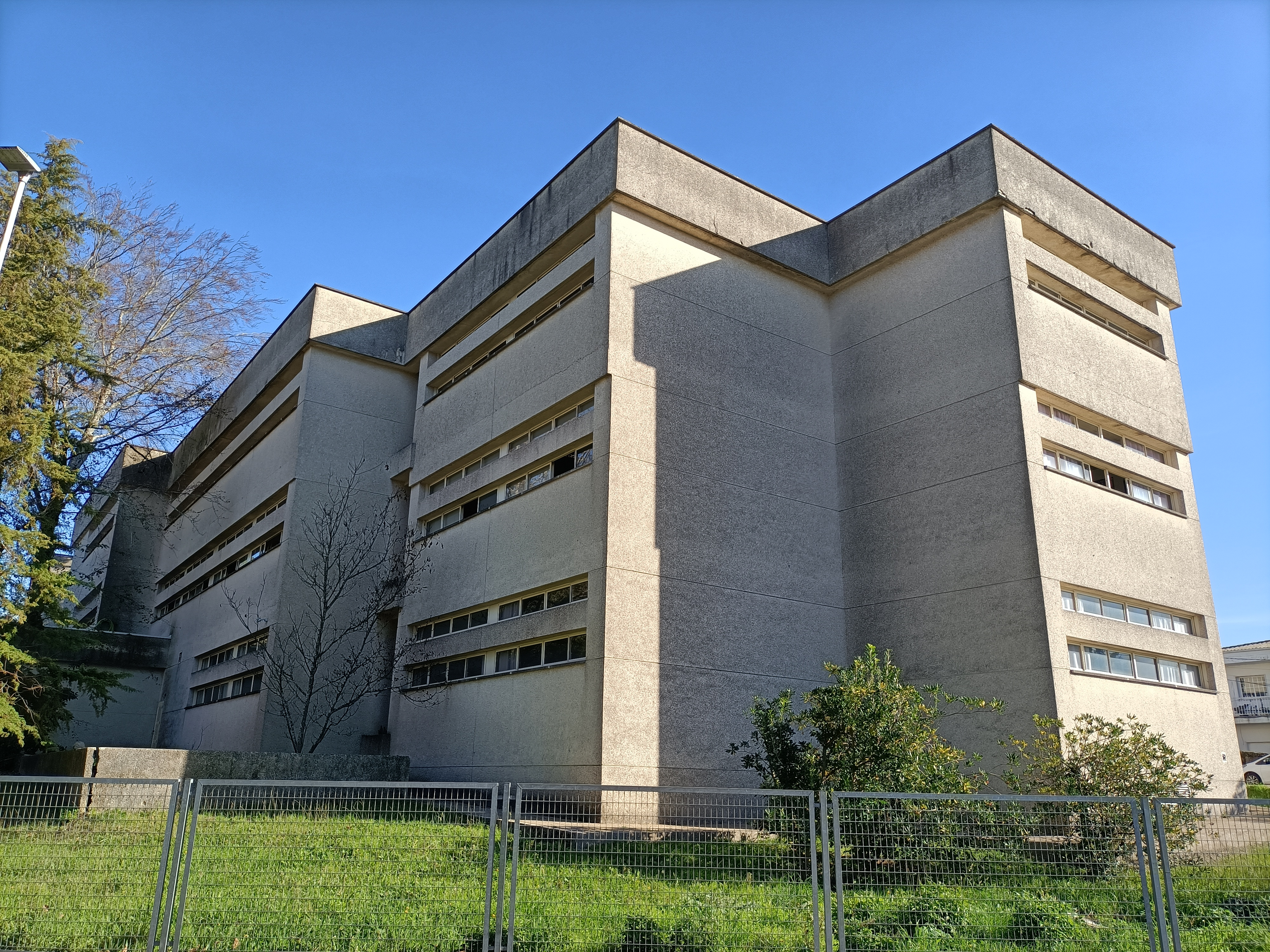
Façade ouest du Centre associé de l'UNED à Pontevedra
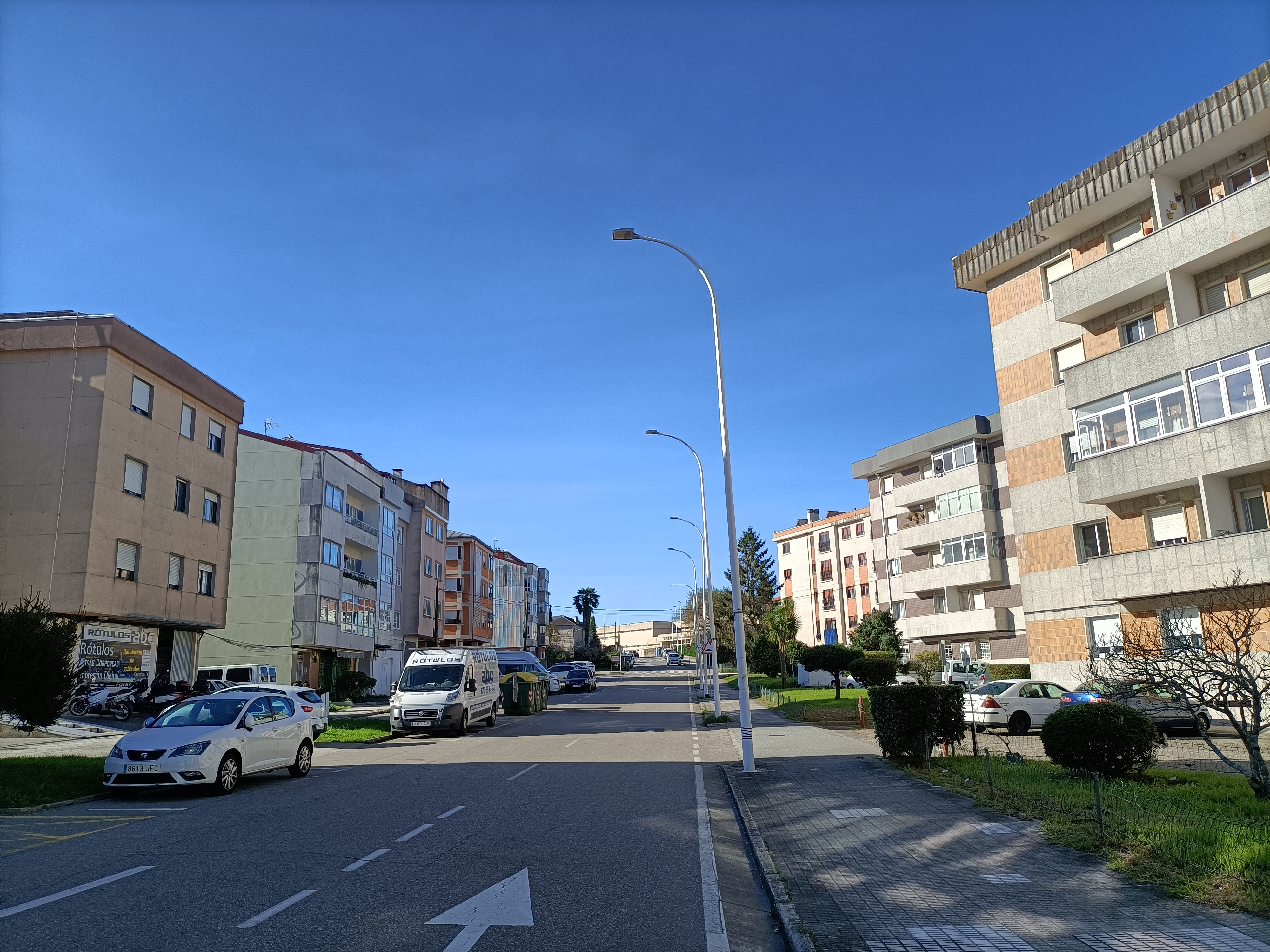
Centre de l'UNED au bout de la rue Portugal
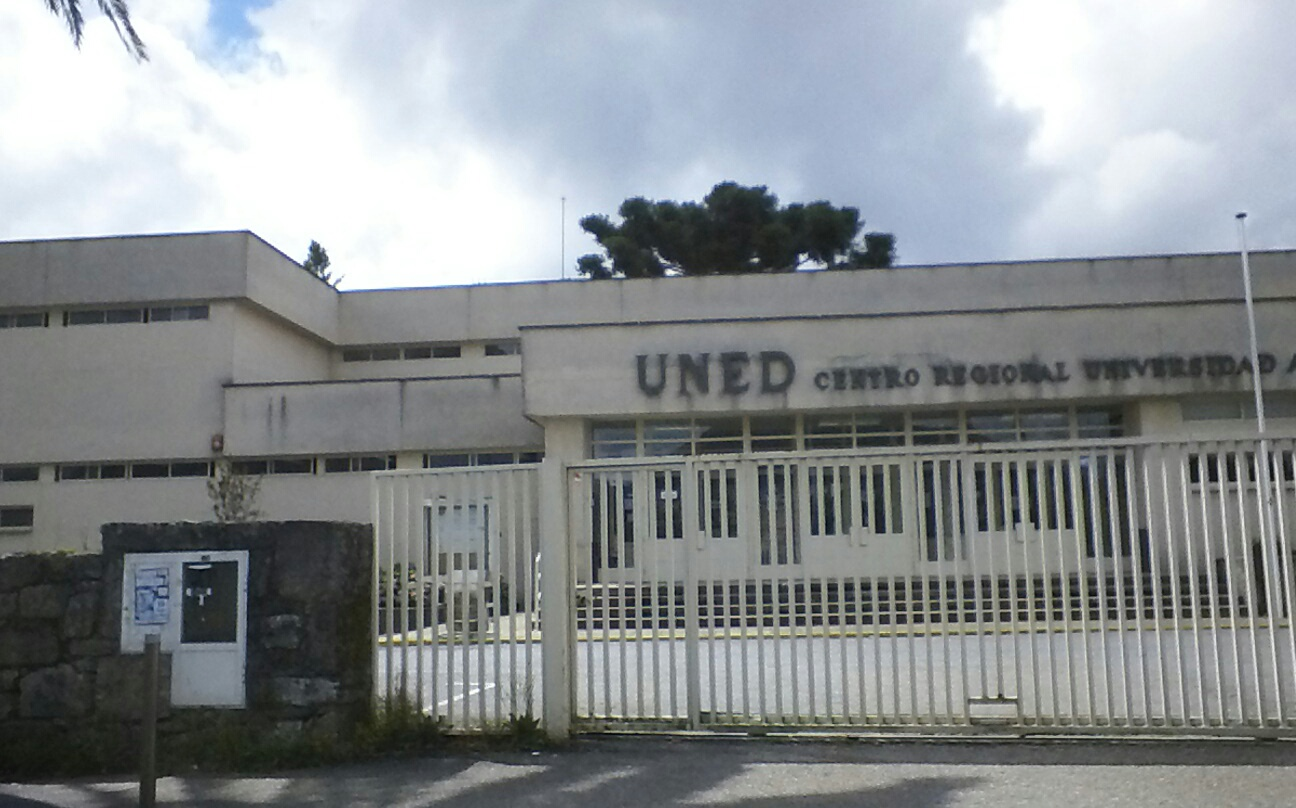
Siège du Centre associé de l'UNED à Pontevedra
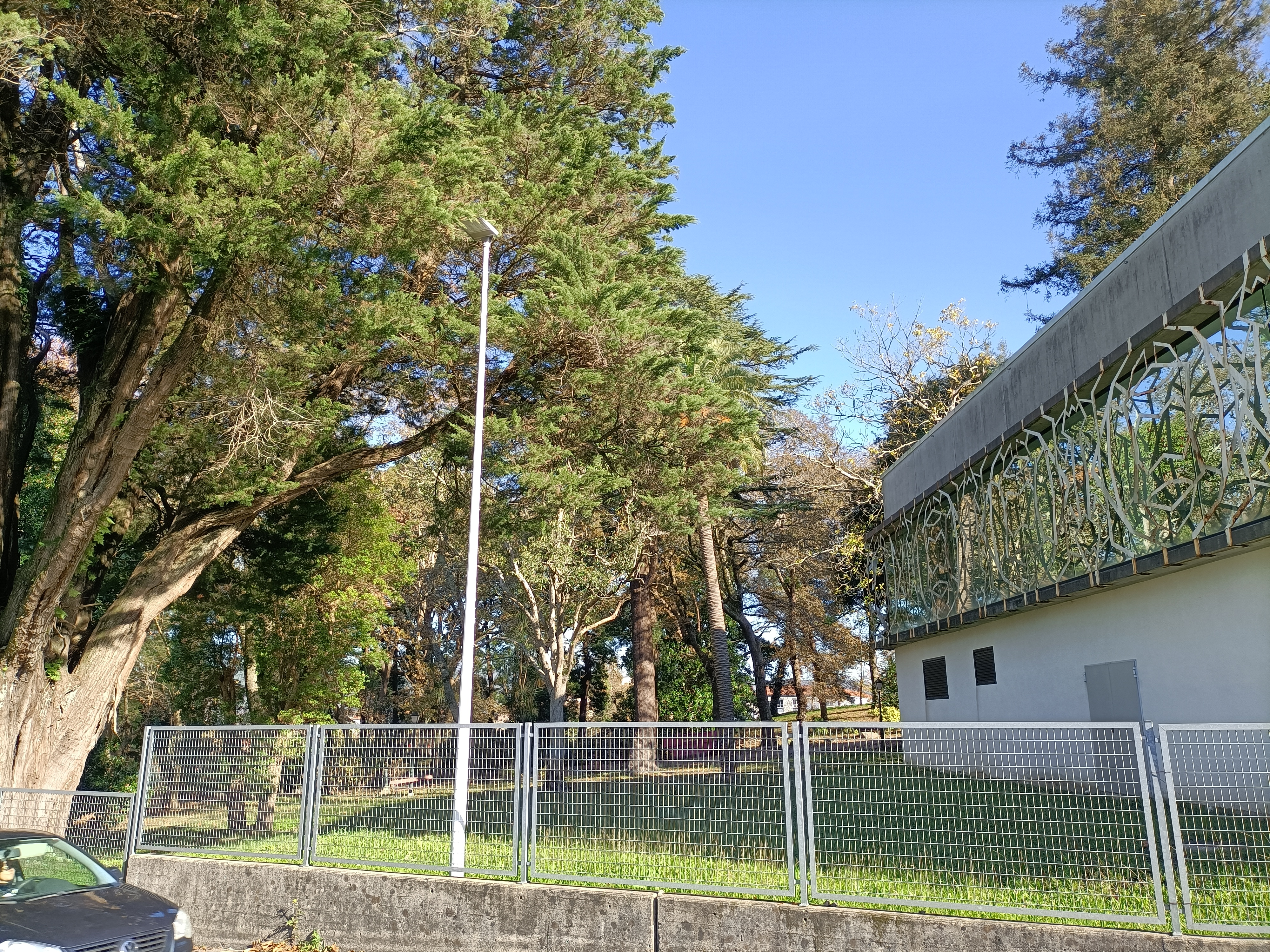
Salle Magna et Parc de l'UNED
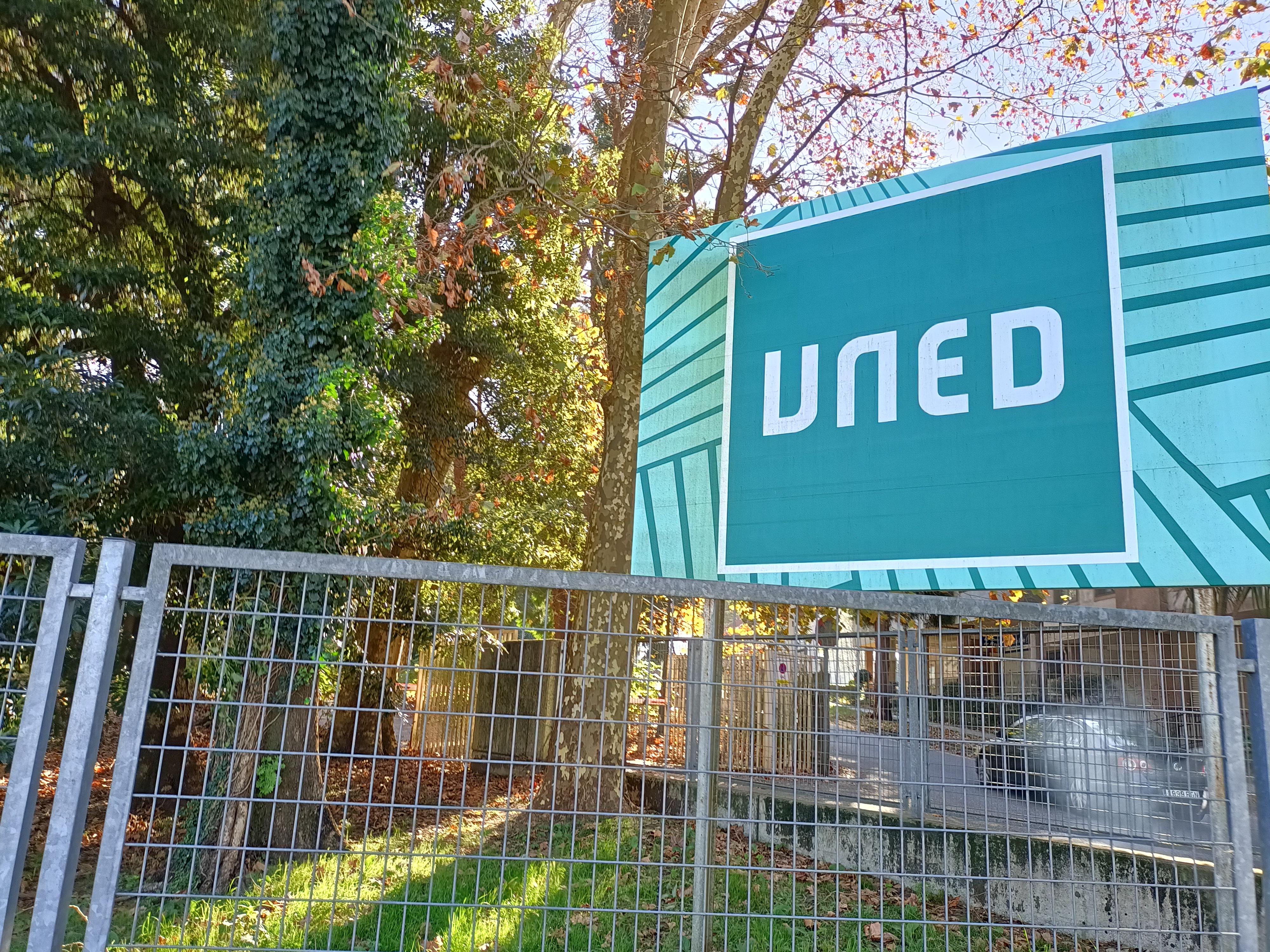
Parc de l'UNED
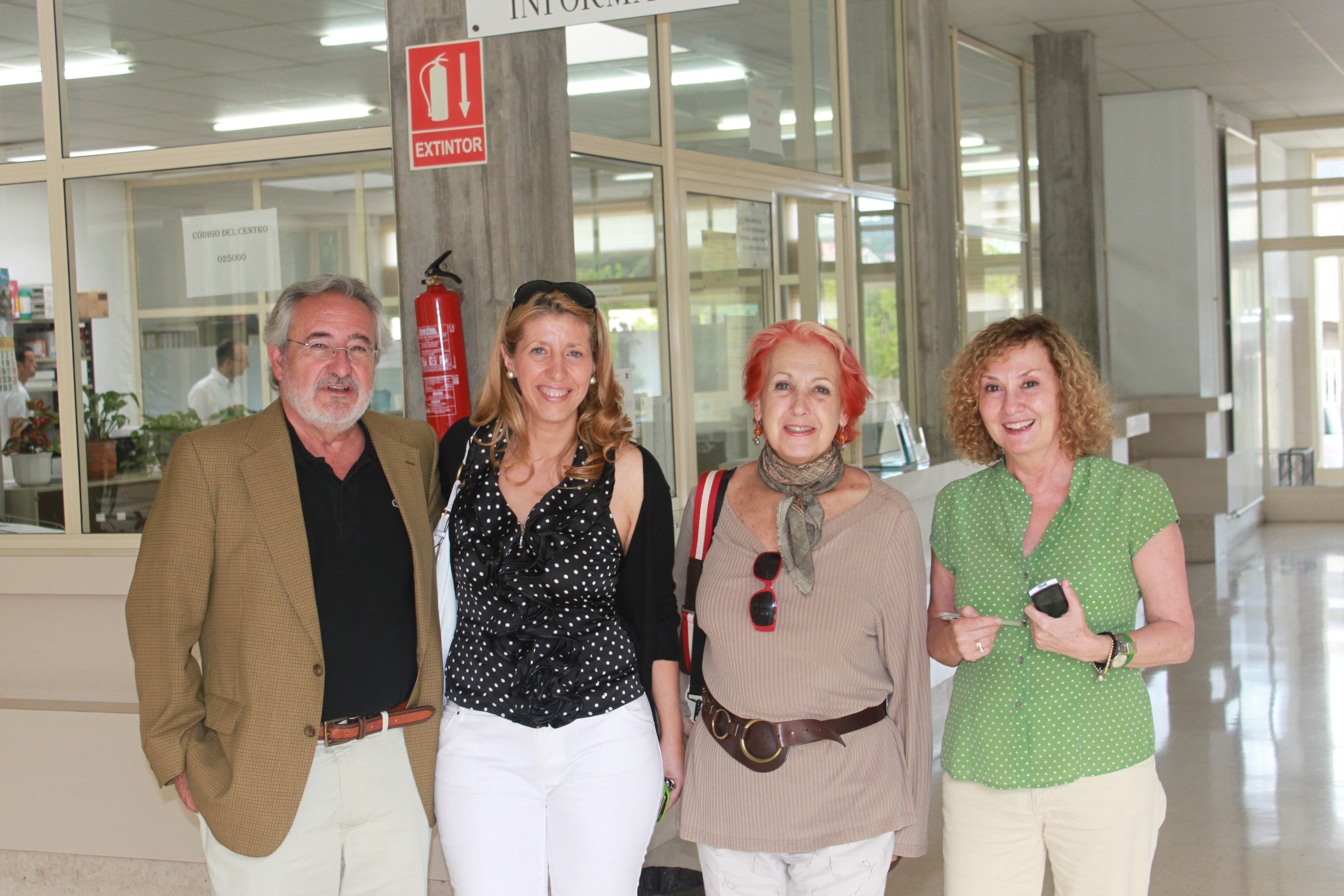
La journaliste Rosa María Calaf dans le Centre Associé de l'UNED de Pontevedra
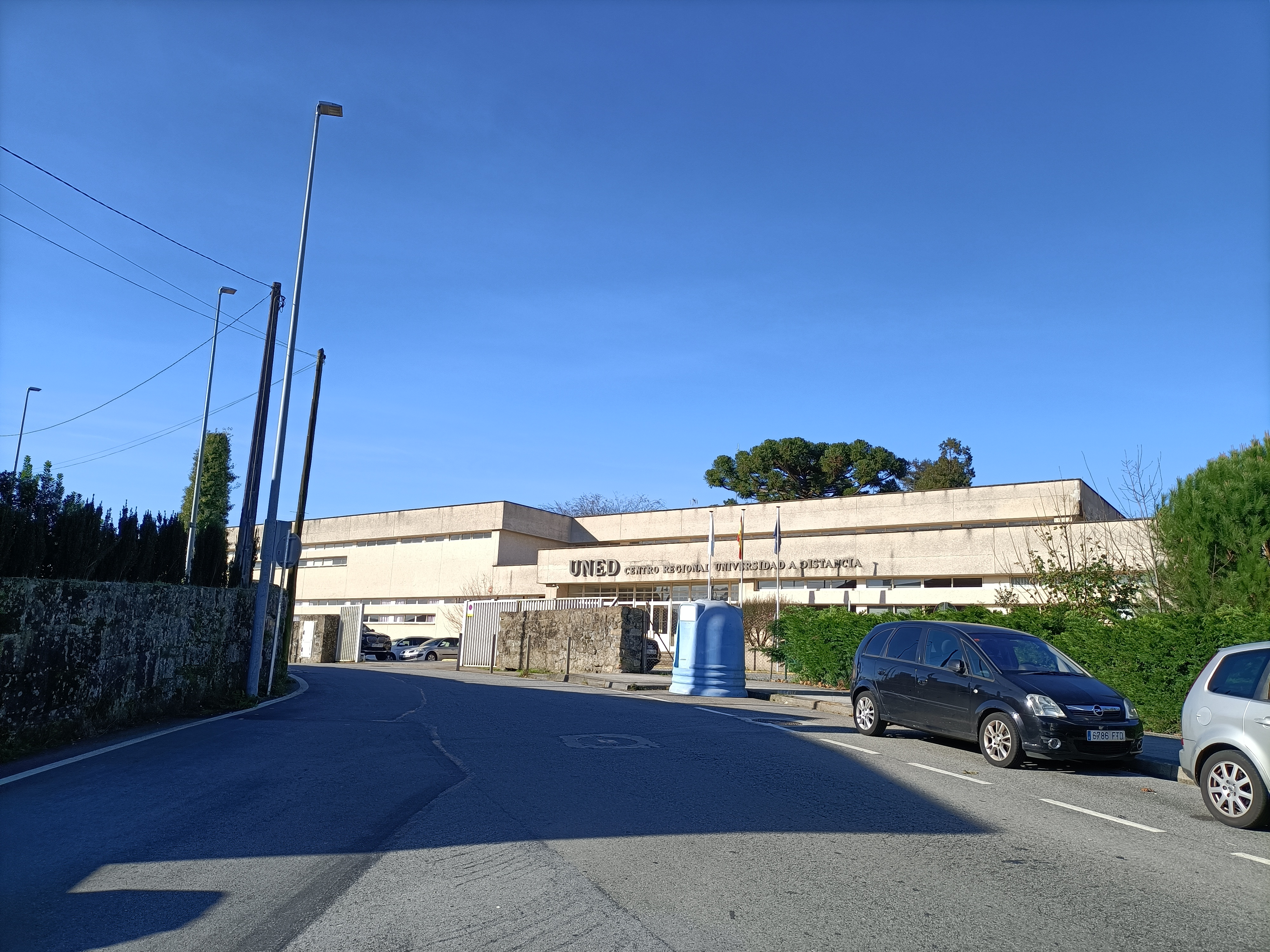
Bâtiment de l'UNED
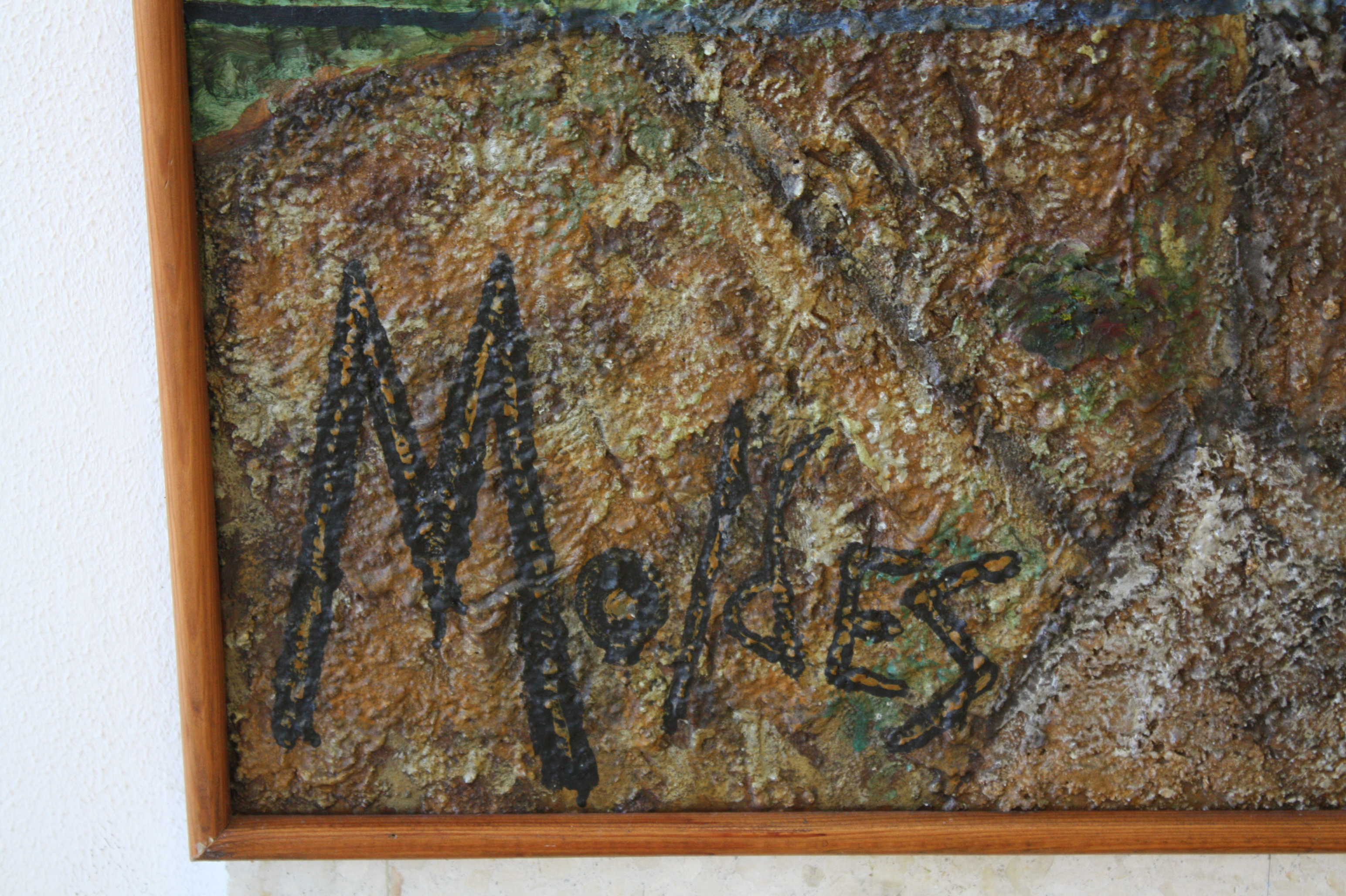
Détail de la peinture murale de Manuel Moldes à l'intérieur du centre UNED de Pontevedra
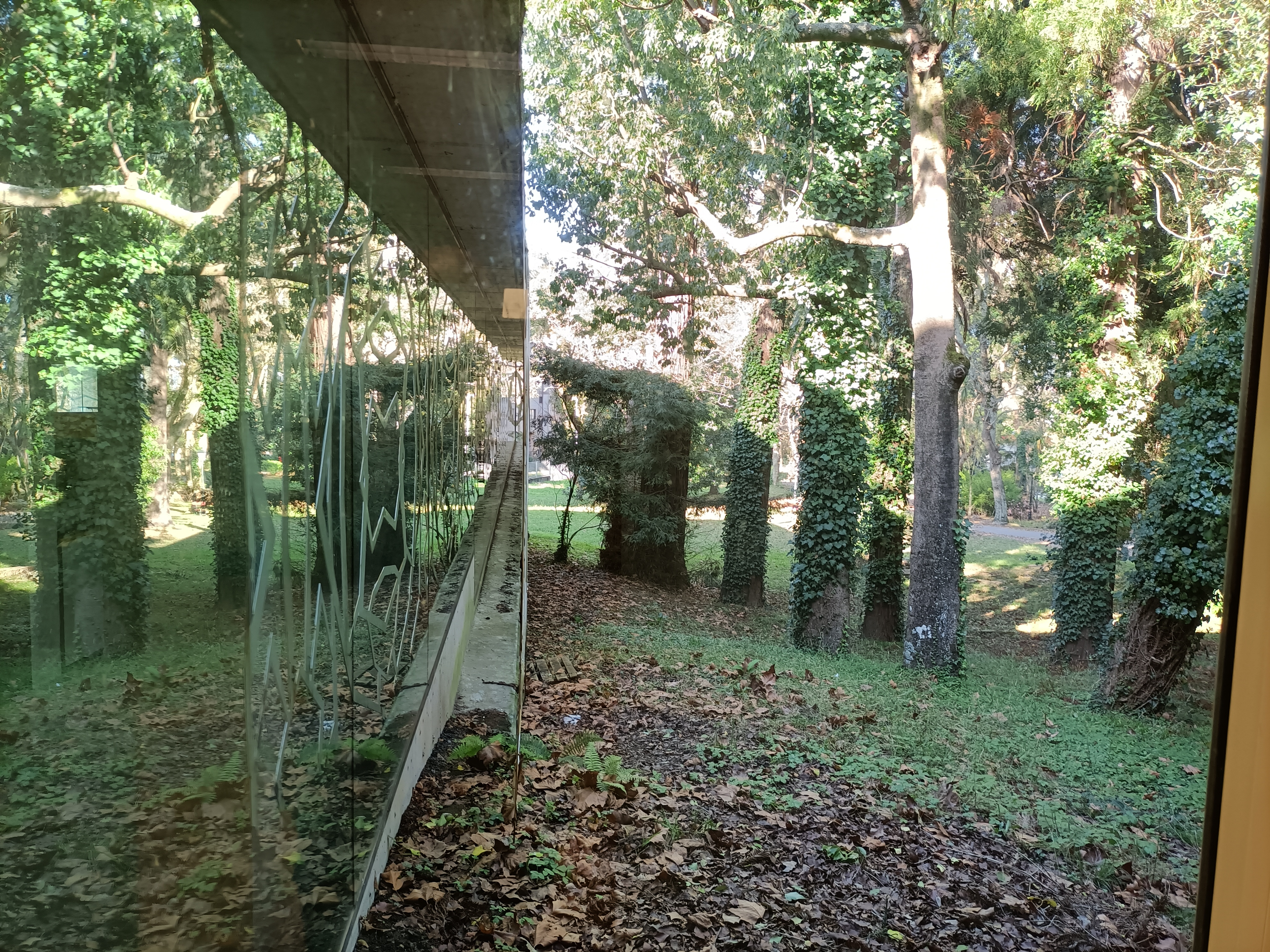
Parc et côté de la Salle Magna
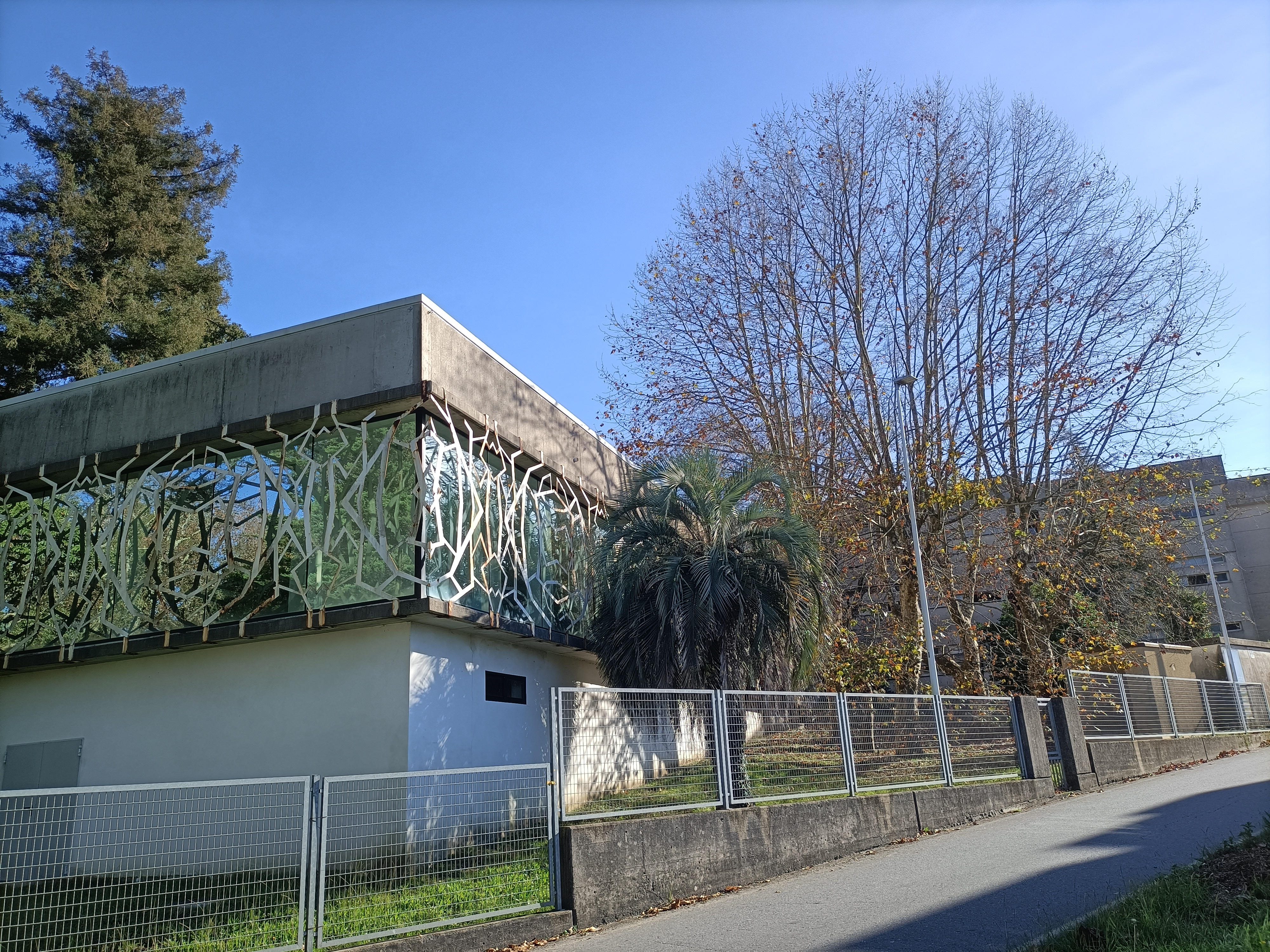
Salle Magna et bâtiment principal à l'arrière-plan
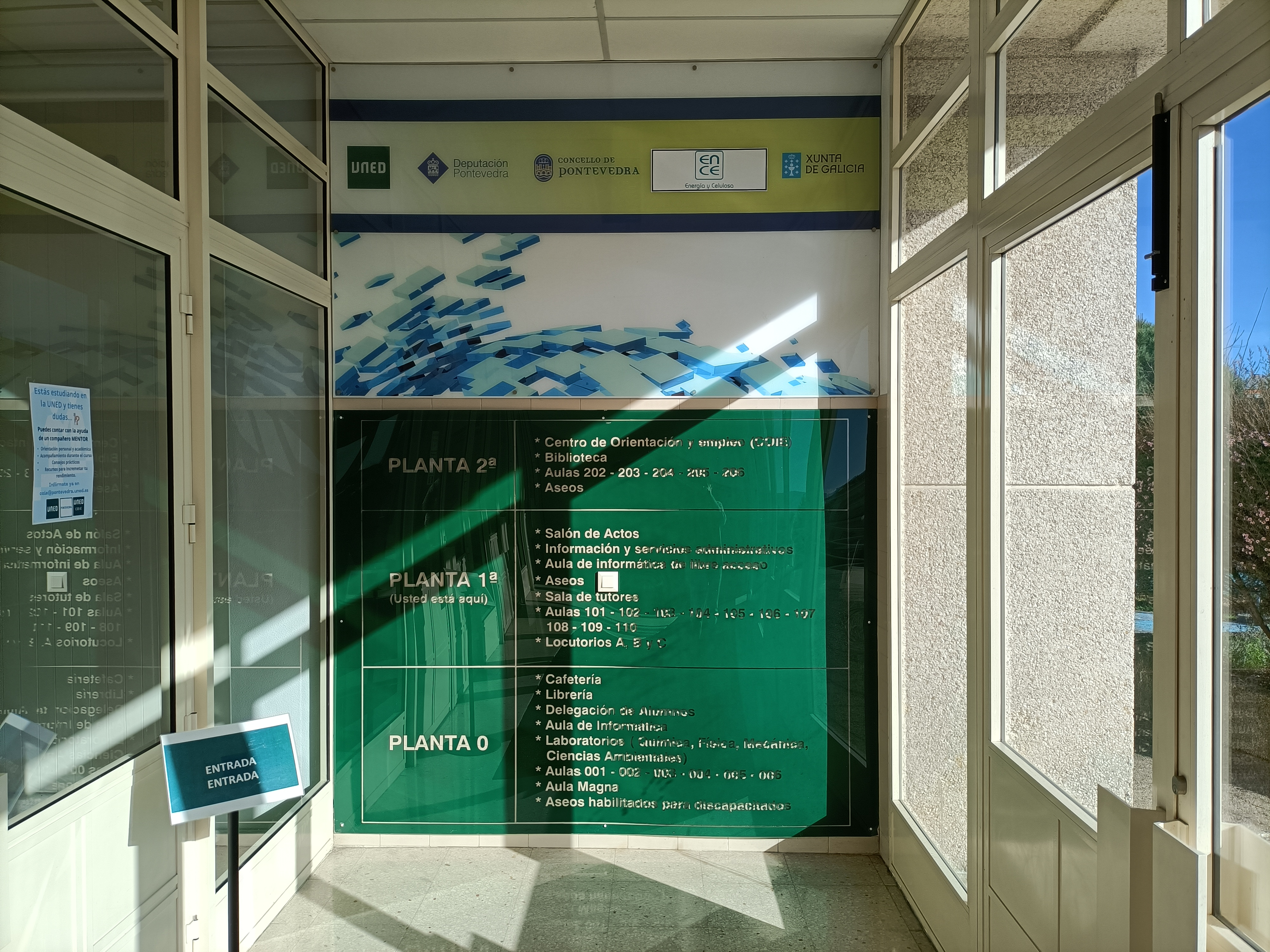
Répertoire à l'entrée de l'UNED
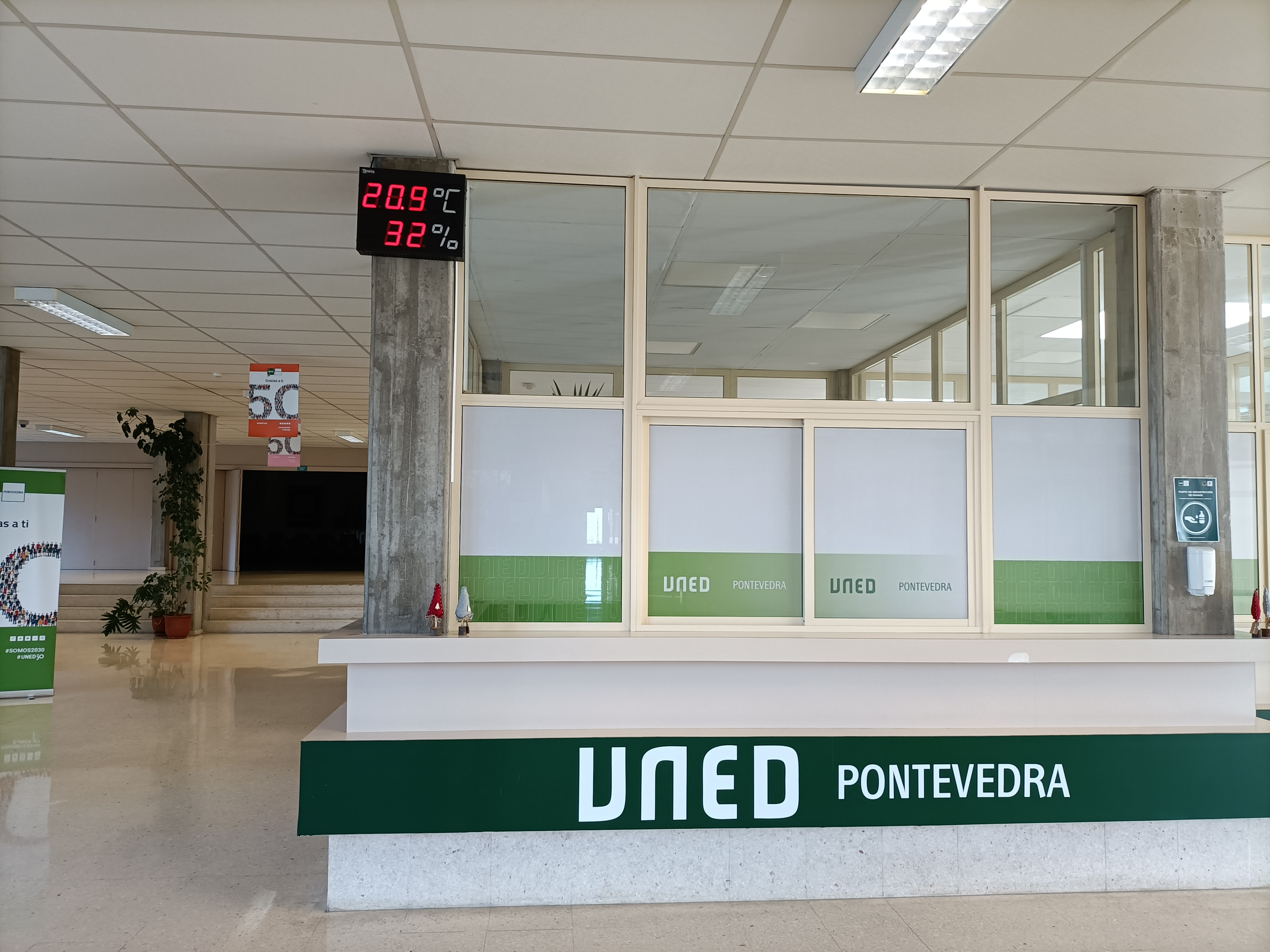
Hall d'entrée à l'intérieur du centre
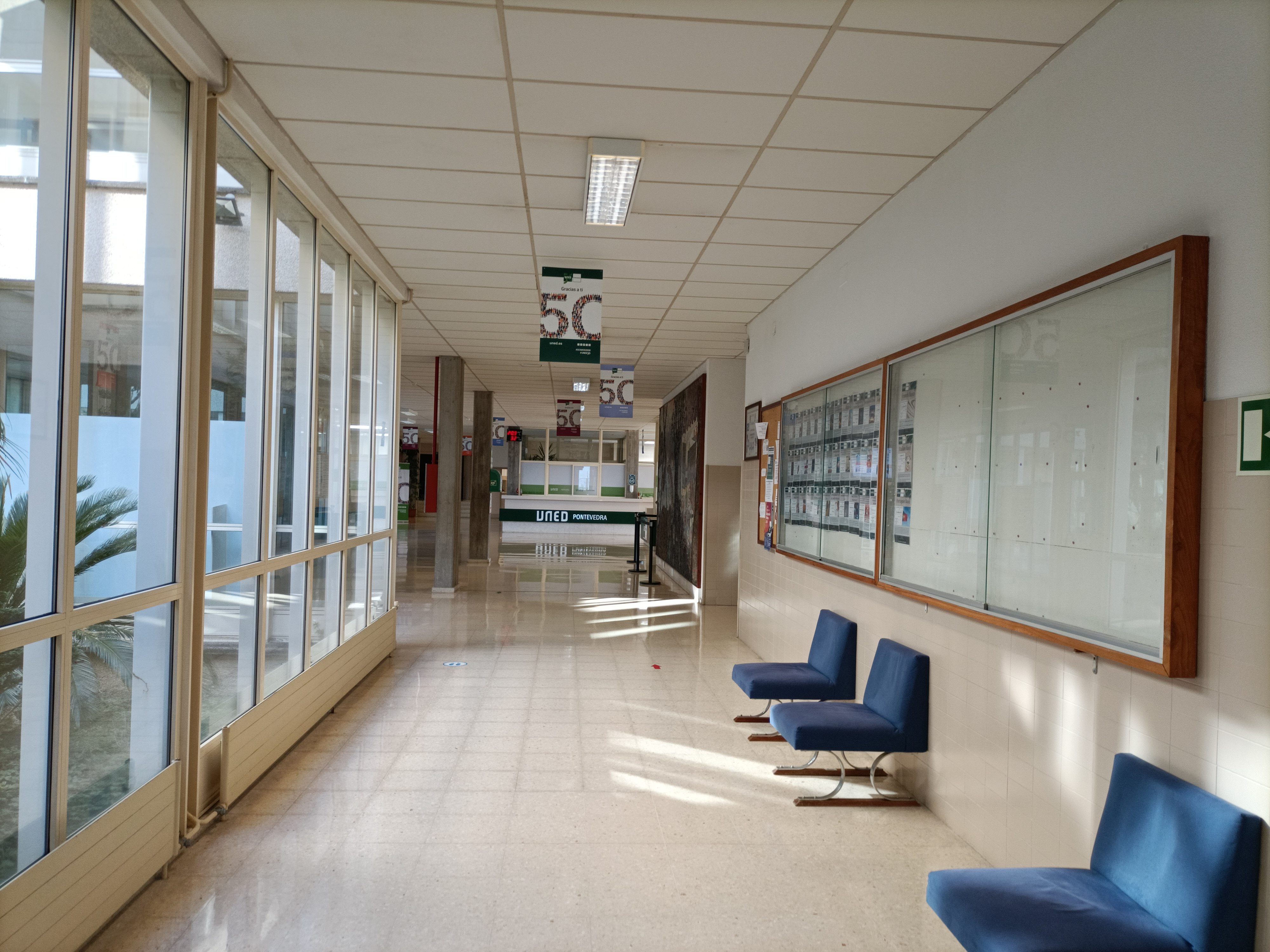
Un des couloirs du centre universitaire
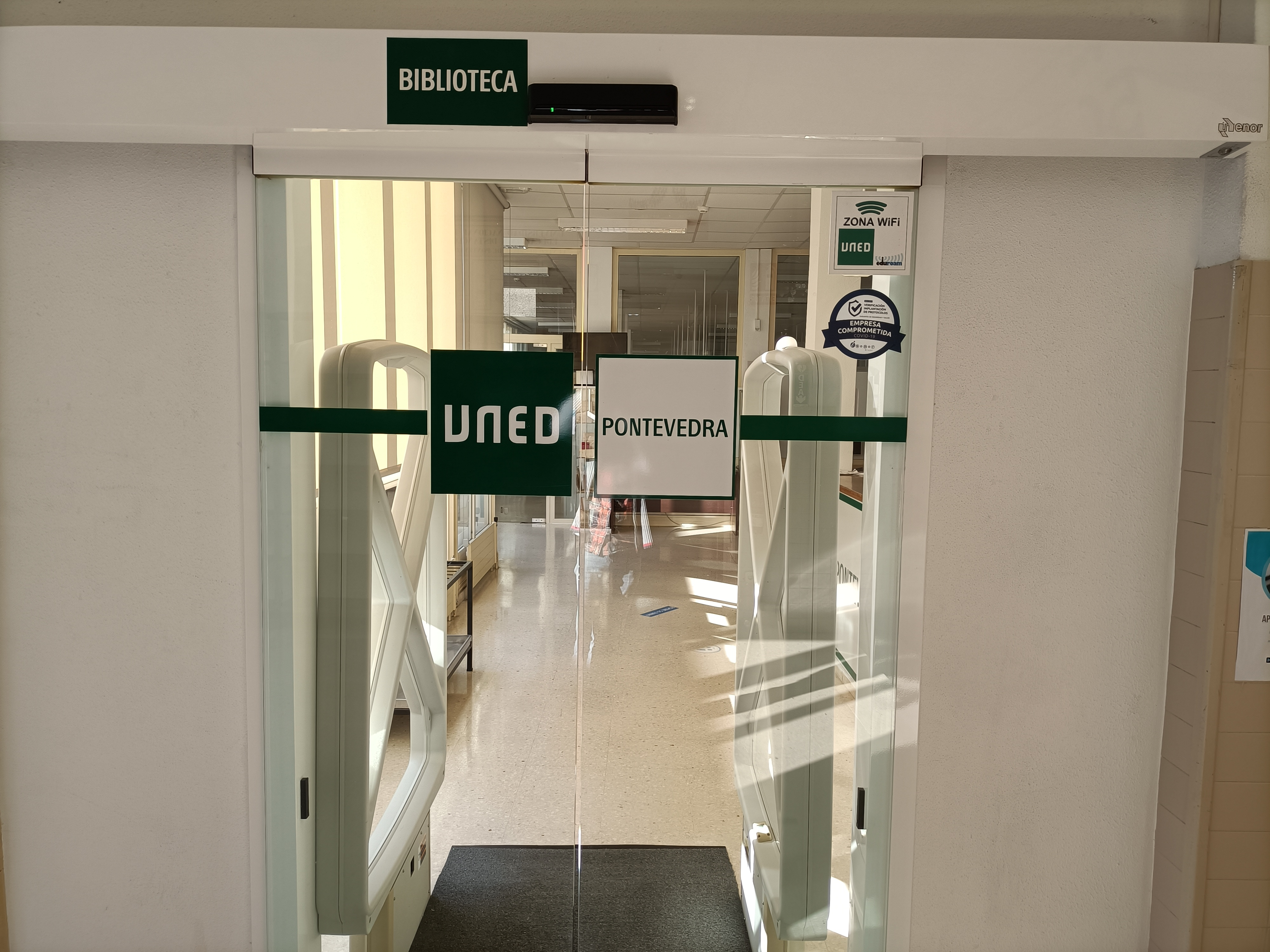
Entrée de la bibliothèque du centre
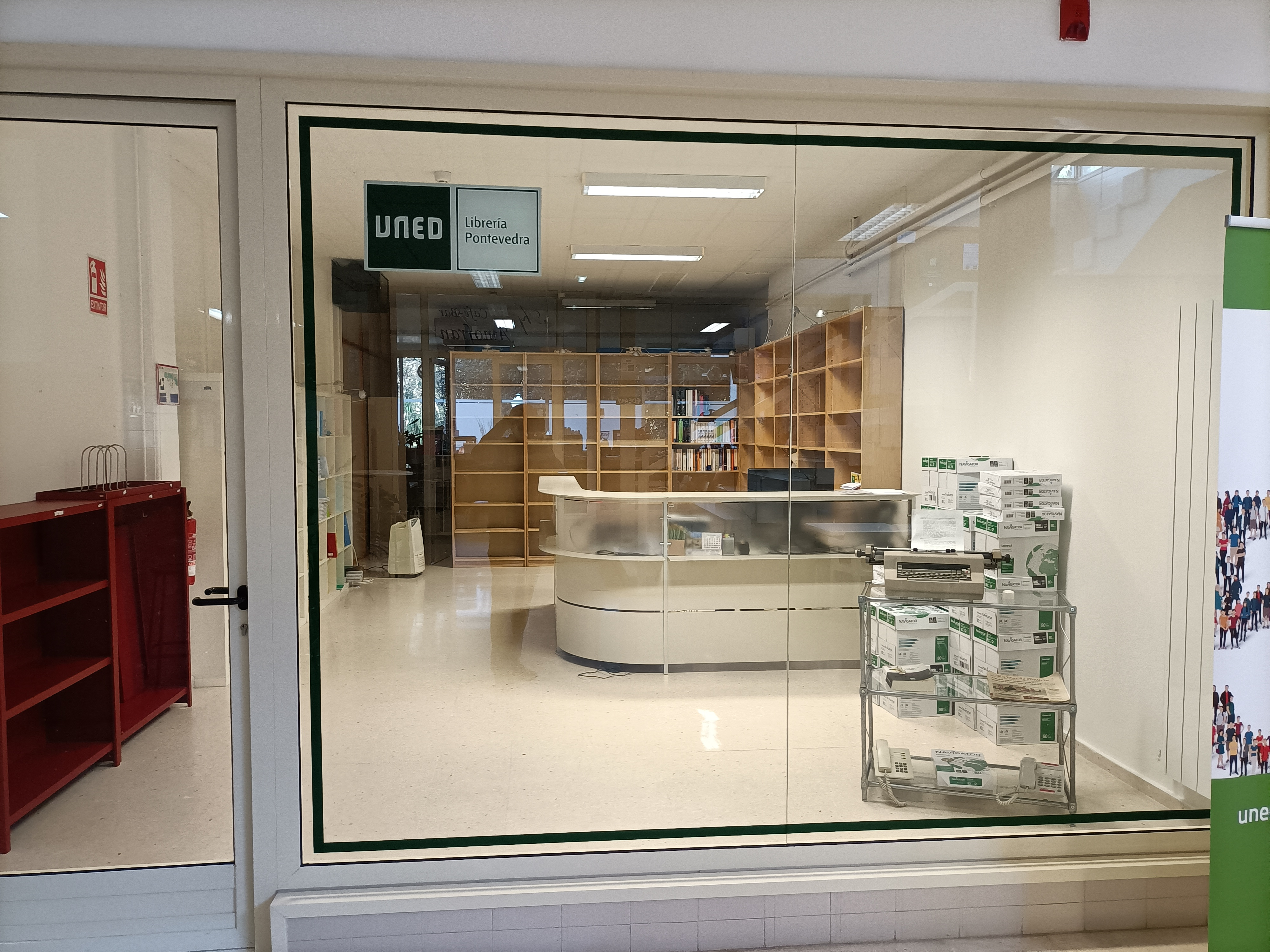
Librairie du centre UNED à Pontevedra

## Voir également